# SV Brilon
Der SV Brilon (offiziell: Sportverein 1920 Brilon e. V.) ist ein Sportverein aus Brilon im Hochsauerlandkreis. Die erste Fußballmannschaft spielte ein Jahr in der höchsten westfälischen Amateurliga.

## Geschichte
Der Verein wurde im Herbst 1920 gegründet. Nach dem Ende des Zweiten Weltkrieges spielten die Briloner zunächst mit durchschnittlichem Erfolg in der Bezirksklasse. Im Jahre 1954 gelang der Aufstieg in die Landesliga, die seinerzeit die höchste Amateurliga Westfalens darstellte. Als Vorletzter der Saison 1954/55 mussten die Briloner prompt wieder absteigen. Beim Meister Sportfreunde Siegen unterlag die Mannschaft mit 0:9. In der folgenden Spielzeit gelang als Vizemeister hinter dem TuS Sundern der direkte Wiederaufstieg in die Landesliga. Diese war nach der gleichzeitigen Einführung der Verbandsliga Westfalen nur noch die zweithöchste Amateurliga.
Im Jahre 1958 ging es wieder zurück in die Bezirksklasse. Während der Saison gab es eine 0:9-Niederlage gegen SuS Niederschelden/Gosenbach. Erneut gelang der direkte Wiederaufstieg und die Briloner konnten sich in der Landesliga etablieren. Höhepunkt war der fünfte Platz in der Saison 1960/61. Drei Jahre später ging es zurück in die Bezirksklasse, wo sich die Mannschaft etablierte. In den 1970er Jahren sorgte die A-Jugend der Briloner für Furore, als sie für ein Jahr in der seinerzeit zweigleisigen Westfalenliga gegen Mannschaften wie Borussia Dortmund und VfL Bochum spielten. Die Qualifikation für die eingleisige Westfalenliga wurde nur knapp verpasst.
Die erste Männermannschaft stieg im Jahre 1980 wieder in die Landesliga auf. Später stiegen die Briloner ab und rutschten 2005 in die Kreisliga A hinab. Drei Jahre später gelang der Wiederaufstieg in die Bezirksliga, wo die Mannschaft 2011 Vizemeister hinter dem SV Hüsten 09 wurde. Vier Jahre später folgte eine weitere Vizemeisterschaft, dieses Mal hinter dem BC Eslohe. In der folgenden Aufstiegsrunde zur Landesliga scheiterten die Briloner in der ersten Runde nach einer 1:2-Niederlage gegen die SpVg Brakel. 2018 gelang dann als Meister die Rückkehr in die Landesliga, unter Cheftrainer Stephan Vogel. Nach sechs Jahren folgte der erneute Abstieg in die Bezirksliga.